# Richard T. Ely
Richard Theodore Ely, född 13 april 1854 i Ripley, New York, död 4 oktober 1943 i Old Lyme, Connecticut, var en amerikansk nationalekonom.
Ely blev 1881 professor vid Johns Hopkins University i Baltimore och 1892 professor vid University of Wisconsin i Madison. Han var grundläggare av den viktiga "American Economic Association" och tjänstgjorde som dess sekreterare (1885-1892) och president (1899-1901). 
Ely utgav en rad skrifter om arbetarfrågan och socialismen (bland annat The Labor Movement in America, 1886, och Socialism, 1894) och författade dessutom mycket lästa och på vissa håll uppmärksammade, men föga självständiga nationalekonomiska översiktsarbeten, bland annat The Past and Present of Political Economy (1884), Introduction to Political Economy (1889), Outlines of Economics (1893) och Monopolies and Trusts (1900).